# Lepidodactylus browni
Lepidodactylus browni este o specie de șopârle din genul Lepidodactylus, familia Gekkonidae, descrisă de John C. Pernetta și Black 1983. Conform Catalogue of Life specia Lepidodactylus browni nu are subspecii cunoscute.